# 羅得 (城市)
羅得是希腊佐澤卡尼索斯群島中罗得岛上的首要城市及旧市镇。自2011年地方政府改革后，它成为南愛琴大區罗得专区罗得市镇的一部分，为该市镇的一个市区及行政中心。罗得的人口数量约为5万人（加上周边地区则有近9万人）。罗得以其古迹而著称，曾有古代世界七大奇迹之一的羅得島太陽神銅像。由医院骑士团建造的罗得堡垒是欧洲保存最好的中世纪城镇。1988年，罗得中世纪旧城被聯合國教育科學文化組織選定為文化類世界遺產。
当今罗得市是一个重要的希腊城市中心及备受欢迎的国际旅游目的地。

## 地理位置

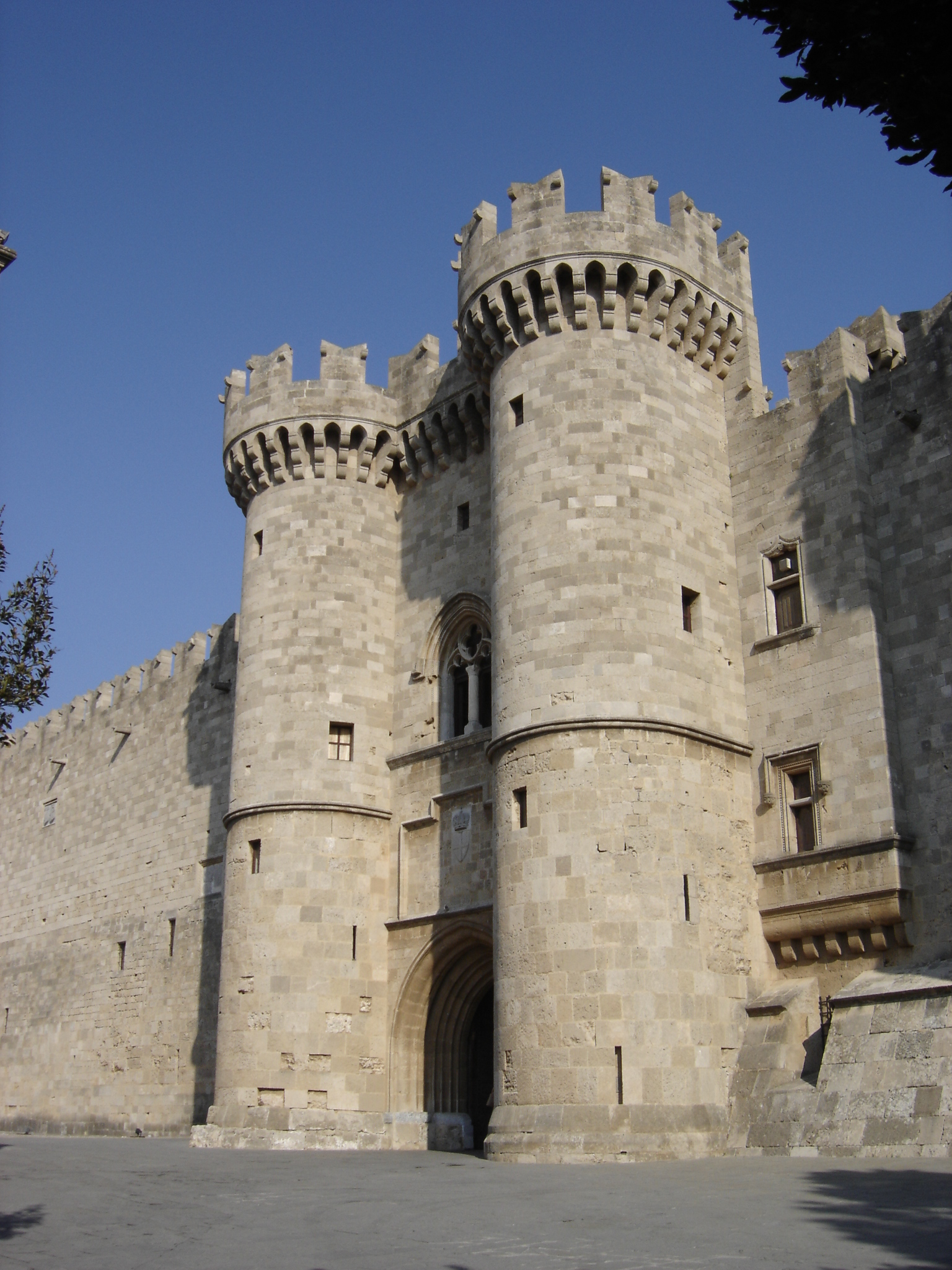
羅得中世紀古城大門

羅得從羅得島東北角開始，由北往南展開成一個像三角型的都市，是島上面積最小卻也是人口最多的市區，北邊就是愛琴海，西南方為伊阿利索斯鎮，東南鄰卡利塞亚镇。

## 氣候
| Ρόδος (1955-1997)                   | Ρόδος (1955-1997) | Ρόδος (1955-1997) | Ρόδος (1955-1997) | Ρόδος (1955-1997) | Ρόδος (1955-1997) | Ρόδος (1955-1997) | Ρόδος (1955-1997) | Ρόδος (1955-1997) | Ρόδος (1955-1997) | Ρόδος (1955-1997) | Ρόδος (1955-1997) | Ρόδος (1955-1997) | Ρόδος (1955-1997) |
| 月份                                | 1月               | 2月               | 3月               | 4月               | 5月               | 6月               | 7月               | 8月               | 9月               | 10月              | 11月              | 12月              | 全年              |
| ----------------------------------- | ----------------- | ----------------- | ----------------- | ----------------- | ----------------- | ----------------- | ----------------- | ----------------- | ----------------- | ----------------- | ----------------- | ----------------- | ----------------- |
| 平均高温 °C（°F）                   | 15.1 (59.2)       | 15.2 (59.4)       | 16.8 (62.2)       | 20.0 (68.0)       | 24.2 (75.6)       | 28.4 (83.1)       | 30.5 (86.9)       | 30.7 (87.3)       | 28.2 (82.8)       | 24.5 (76.1)       | 20.1 (68.2)       | 16.6 (61.9)       | 22.5 (72.6)       |
| 平均低温 °C（°F）                   | 8.8 (47.8)        | 8.8 (47.8)        | 10.1 (50.2)       | 12.5 (54.5)       | 15.8 (60.4)       | 19.9 (67.8)       | 22.3 (72.1)       | 22.7 (72.9)       | 20.5 (68.9)       | 16.9 (62.4)       | 13.2 (55.8)       | 10.4 (50.7)       | 15.2 (59.3)       |
| 平均降水量 mm（）                   | 149.6 (5.89)      | 105.7 (4.16)      | 75.6 (2.98)       | 27.8 (1.09)       | 18.6 (0.73)       | 2.3 (0.09)        | 0.4 (0.02)        | 0.2 (0.01)        | 5.8 (0.23)        | 65.5 (2.58)       | 94.1 (3.70)       | 157.4 (6.20)      | 703 (27.68)       |
| 来源：Εθνική Μετεωρολογική Υπηρεσία |                   |                   |                   |                   |                   |                   |                   |                   |                   |                   |                   |                   |                   |

## 歷史

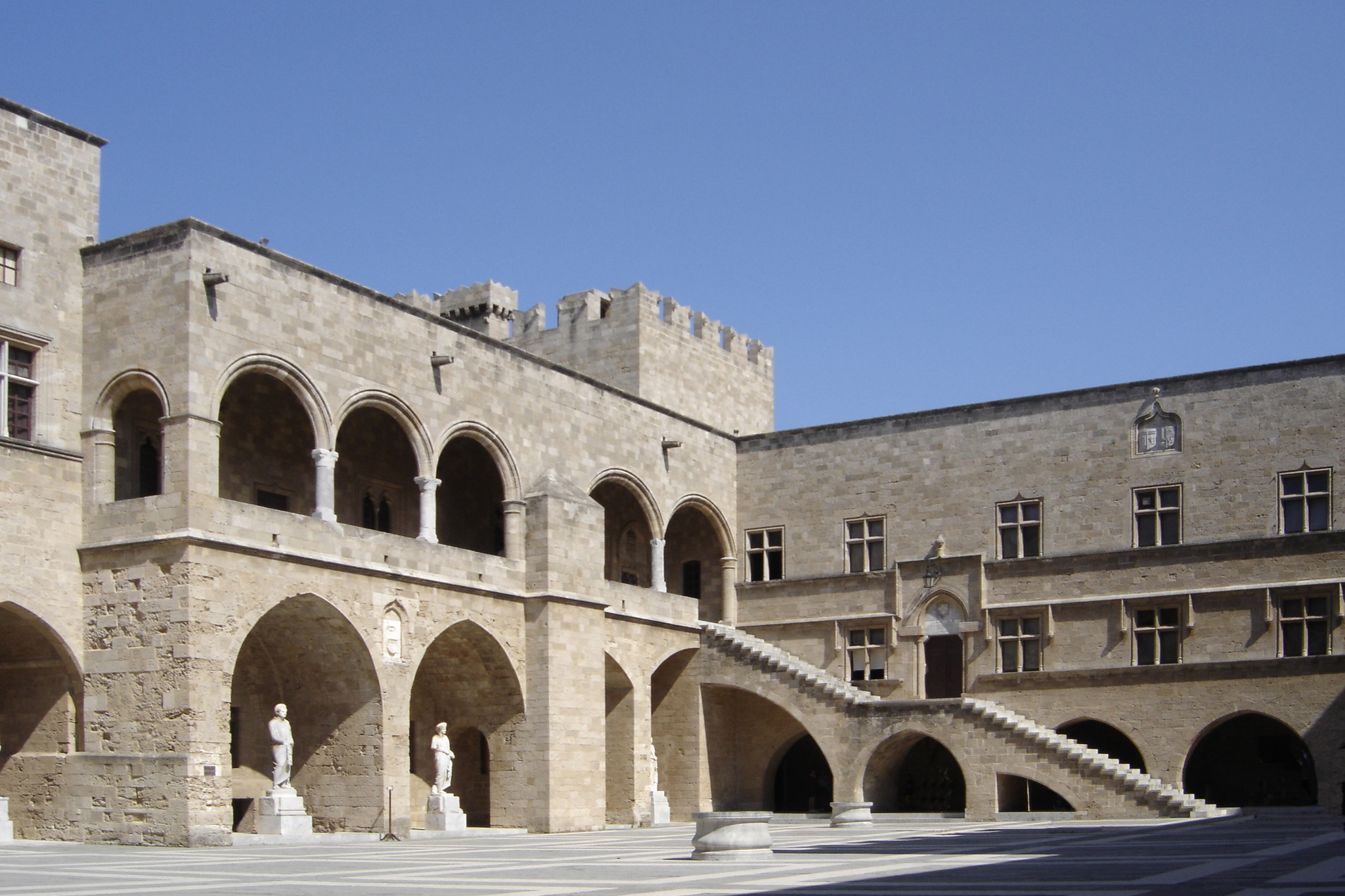
羅得中世紀古城中庭

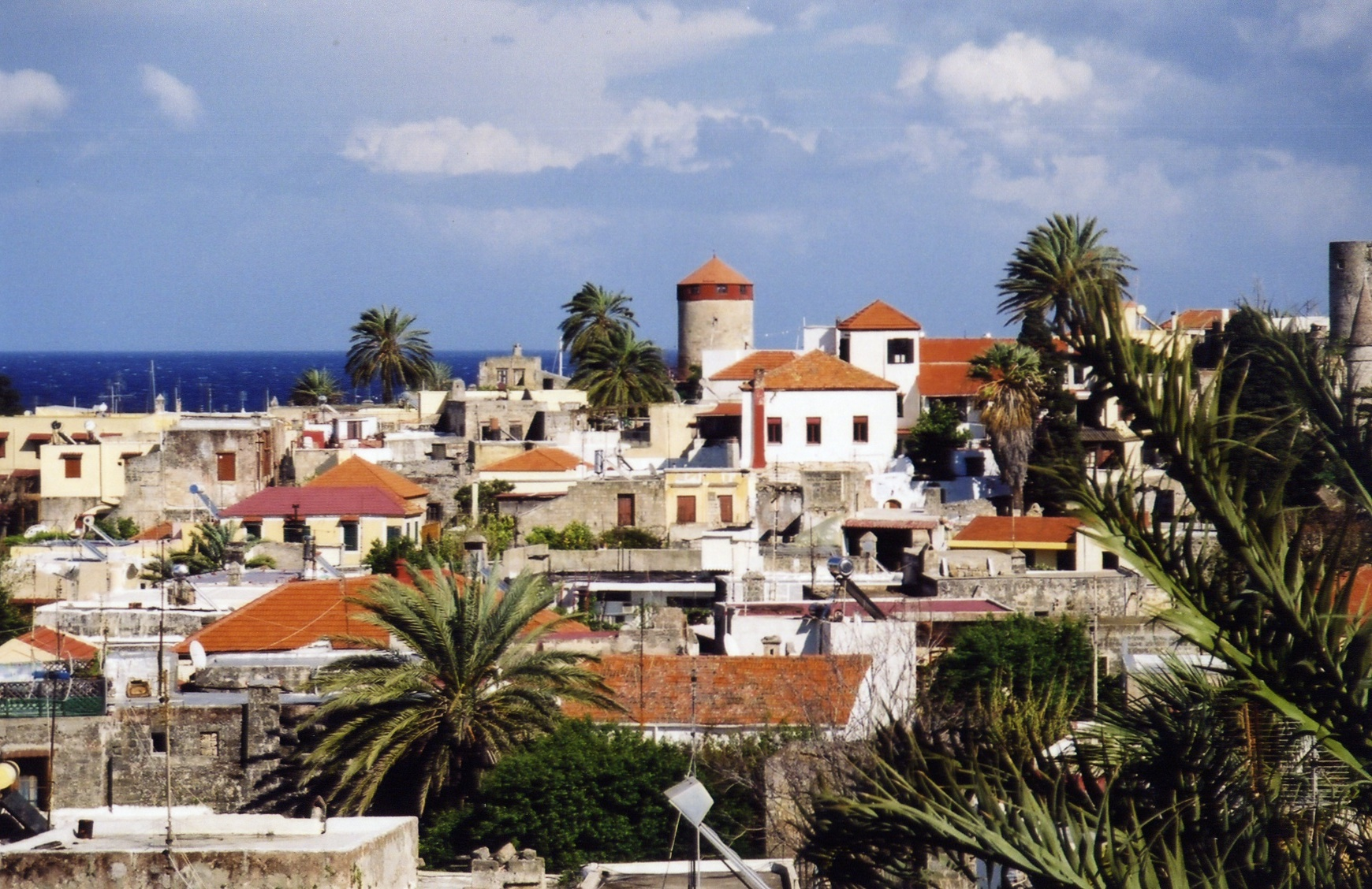
羅得老街一景

羅得所在羅得島位於歐洲、中東與非洲的樞紐，造就其長遠的歷史，並成為各種民族、文化、建築與語言的交匯地方，當地早在公元前四千年新石器時代便有人類居住。

### 古代
公元前408年，羅得是由伊阿利索斯、卡利地亞與林佐斯所組成，透過海上貿易、造船技術以及開放的政治，造就了3個世紀的黃金時期，發展出完整的都市規劃與給水系統。
公元前282年，雕塑家林佐斯人薩累斯（又譯作查理斯）花了12年時間，於羅得港出入口，豎立了一座太陽神赫利俄斯的大型銅像，是著名的古代世界七大奇跡之一，公元前226年於一場大地震中倒塌。

### 羅馬時期
公元前164年，羅得島被納入羅馬帝國，《使徒行傳》21:1中記載，聖徒保羅第三次旅行佈道時終結前，曾停留在羅得，當時羅得已發展成為一個藝術與科技的中心，目前仍保有許多這個時期的遺跡。

### 拜占庭時期
330年至650年，羅得島屬於拜占庭帝國，被劃為一個教區，並興建了為數不少的教堂，有些更是大教堂的規模，但由於瘟疫發生而人口銳減，已沒有過去的興旺。
7世紀時，拜占庭帝國日漸衰弱，阿拉伯人興起，滅了波斯帝國，並曾佔領了羅得島。到8世紀，伊蘇里亞王朝開國君王利奧三世統治與改革下，拜占庭帝國復興，從阿拉伯人取回愛琴海的制海權，重新統治愛琴海各個群島，包括羅得島。後來為了加強防禦，築起了新的城牆，羅得被分成兩個部份，一為政治軍事中心，其他為平民居住地區，也反影了中世紀的社會文化。

### 騎士時期
13世紀初，發生第四次十字軍東征，拜占庭帝國遭十字軍與威尼斯人索取軍費，首都君士坦丁堡更被攻佔與洗劫，地中海各島嶼被威尼斯控制。
1309年，羅得島被威尼斯賣給醫院騎士團，並經教宗克勉五世認可，羅得成為醫院騎士團的總部，從此統治羅得島達兩個世紀。
由於對奧斯曼帝國的敵意，海上貿易變得興盛，也讓騎士時期的羅得繁榮與富裕，騎士團與平民能互相包容合作，當時的主教整理保留了許多文獻資料；同一時期，為了抵抗奧斯曼的攻擊，羅得的防禦工事被擴充、更新與加強，並興建了一所醫院、一座宮殿與幾間教堂，成為了解歌德與文藝復興建築很好的教材。

### 奧斯曼時期
1453年，發生君士坦丁堡之陷落一役，拜占庭帝國滅亡。1480年，奧斯曼帝國第一次圍攻羅得島，最終無功而返。1522年6月26日，蘇萊曼一世率400艘戰船親征，史稱「第二次羅得島圍城」，同年12月22日，騎士團與平民接受奧斯曼帝國的和平條件，騎士團在12日內可帶同任何東西離開，居民3年內可選擇搬離，並可獲得5年的免稅優惠，羅得島成為奧斯曼帝國的領土。
奧斯曼帝國在羅得興建了清真寺、公共浴場與大宅，重修受損防禦工事，部份教堂被改為清真寺，也有部份建築被改建，形成一種融合歐洲與中東文化的建築風格。
在這個時期，海上貿易沒落，羅得從商業重鎮，變成為地中海的轉運港口，同時也有許多希臘裔居民移居到城外。

### 義大利時期
1911年爆發義土戰爭，1912年義大利軍隊控制十二群島，1923年設置殖民政府。
義大利殖民政府拆除鄰近城牆的奧斯曼房屋，將中世紀古城附近的猶太與奧斯曼墓地改成綠地，移除奧斯曼時期對騎士時期建物的附加物，設立機構研究區域文化與歷史，重建宮殿，並按照新的都市規劃，將基礎建設現代化，改變市容，興建新的建築。

### 現代
1941年，經第二次世界大戰中希臘戰役後，希臘被軸心國佔領；1944年，羅得島受到英國空軍的空襲，羅得城區與中世紀古城都受到嚴重破壞。
二戰結束後，十二群島歸還給希臘，並開始戰後的重建，1960年中世紀古城列為希臘的受保護文物，1988年中世紀古城獲聯合國教育科學文化組織，選定為文化類世界遺產。

## 人口統計
2001年官方統計人口約為5萬4千人，但由於當地許多永久居民於人口普查時都登記在自己的出生地，而不是在羅得，所以一般估計人口將近7萬5千至8萬人之間，也因此造成市政花費所需，遠大於取自於區政府的財源，成為市政的一項困惱。
| 年份 | 人 口  | 增 減   |
| ---- | ------ | ------- |
| 1951 | 24,280 | -       |
| 1961 | 28,119 | +3,839  |
| 1971 | 33,100 | +4,981  |
| 1981 | 41,425 | +8,325  |
| 1991 | 43,558 | +2,133  |
| 2001 | 53,709 | +10,151 |

## 外部連結
- 羅得官方旅游信息網站 （页面存档备份，存于） （英文）